# Пензятка (приток Суры)
Пензя́тка — река в Пензенской области России, левый приток Суры. Берёт начало на Приволжской возвышенности в селе Рамзай Мокшанского района, а впадает в Суру в посёлке Десятая Артель Бессоновского района. Длина — 24 км, площадь бассейна — 160 км².

## Данные водного реестра
По данным государственного водного реестра России относится к Верхневолжскому бассейновому округу, водохозяйственный участок реки — Сура от Сурского гидроузла и до устья реки Алатырь, речной подбассейн реки — Сура. Речной бассейн реки — (Верхняя) Волга до Куйбышевского водохранилища (без бассейна Оки).
Код объекта в государственном водном реестре — 08010500312110000036043.